# Huit Angles (Potsdam)
 (décembre 2014).

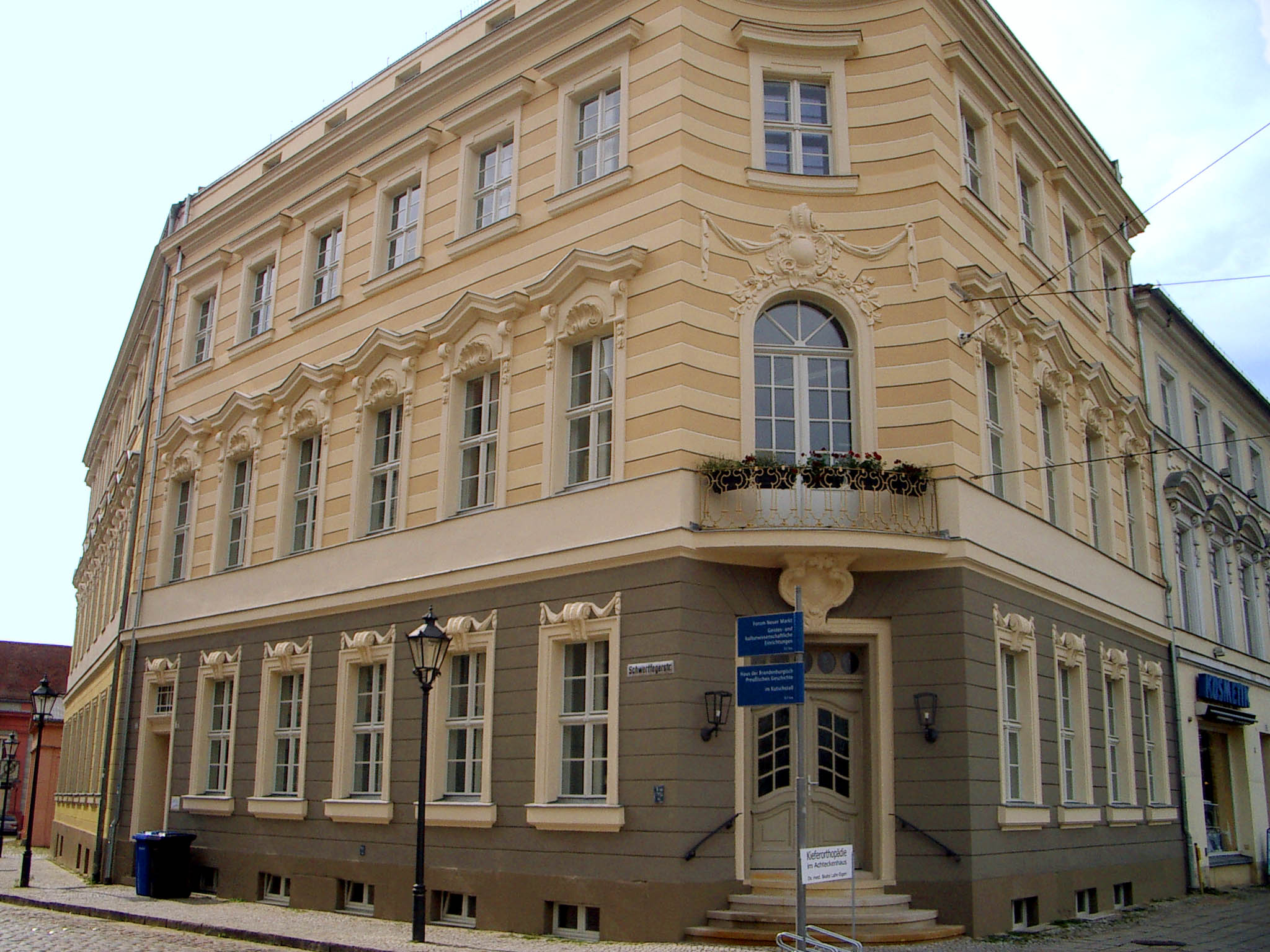
Huit Angles

Huit Angles (Potsdam) désigne des maisons construites à Potsdam entre les années 1771 et 1773 avec des façades typiques de l'époque baroque. Situées à l'intersection des rues Schwertfeger-straße et Friedrich-Ebert-Straße, quatre maisons aux angles arrondis formaient un carrefour. Ce carrefour a été surnommé « huit Angles » („Acht Ecken“). Sur les quatre maisons, il n'en reste plus que deux. La première restauration de ces maisons s'est faite en 1956.

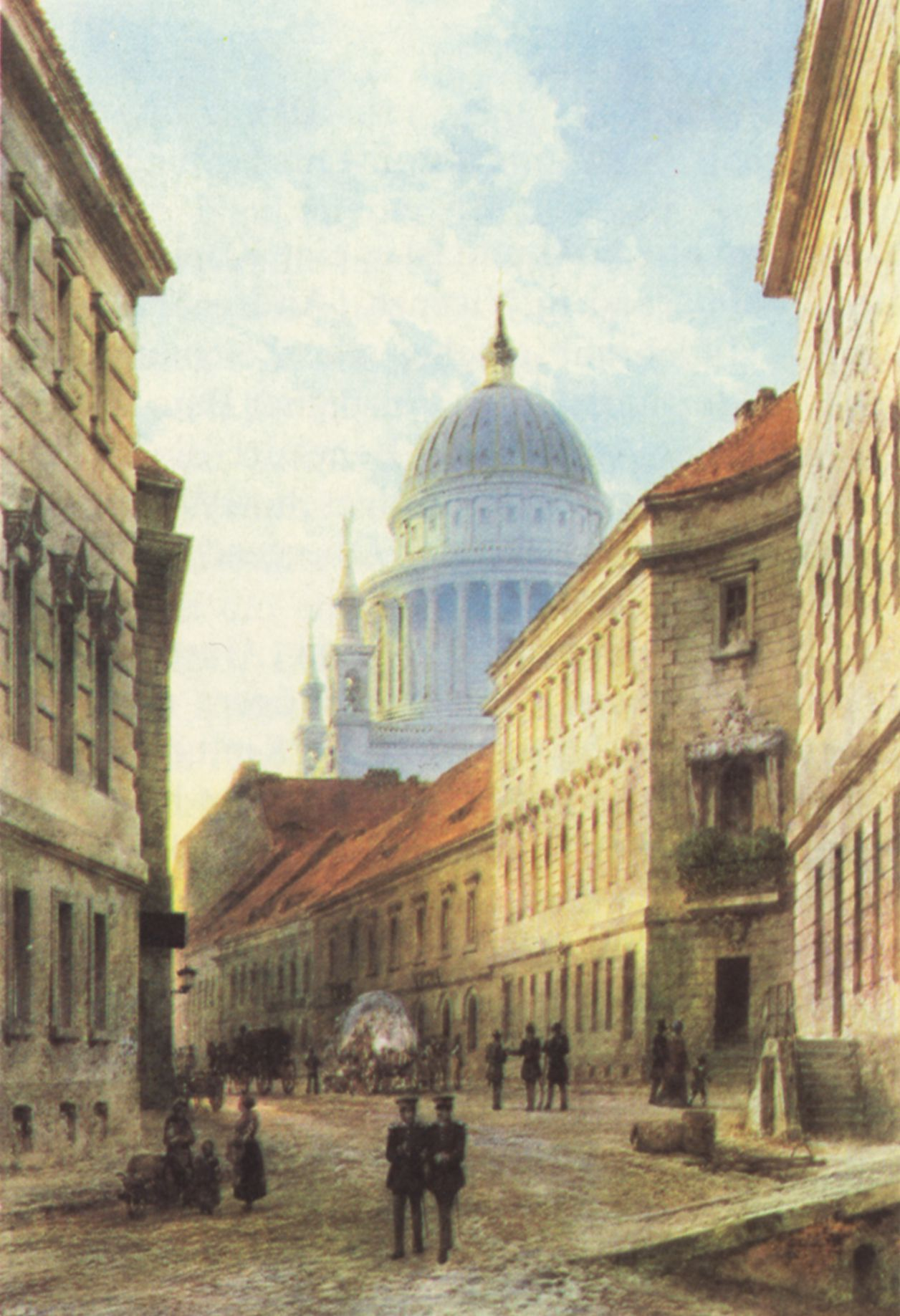
1850